# Tournoi de Paris de football
Pour les articles homonymes, voir Tournoi de Paris.
Le Tournoi de Paris est une compétition mettant aux prises quatre clubs sur deux jours au Parc des Princes. À partir de 2012, le Trophée de Paris remplace le Tournoi de Paris, mettant aux prises le club hôte du Paris Saint-Germain à un autre club dans un match de prestige au Parc des Princes.

## Histoire du tournoi

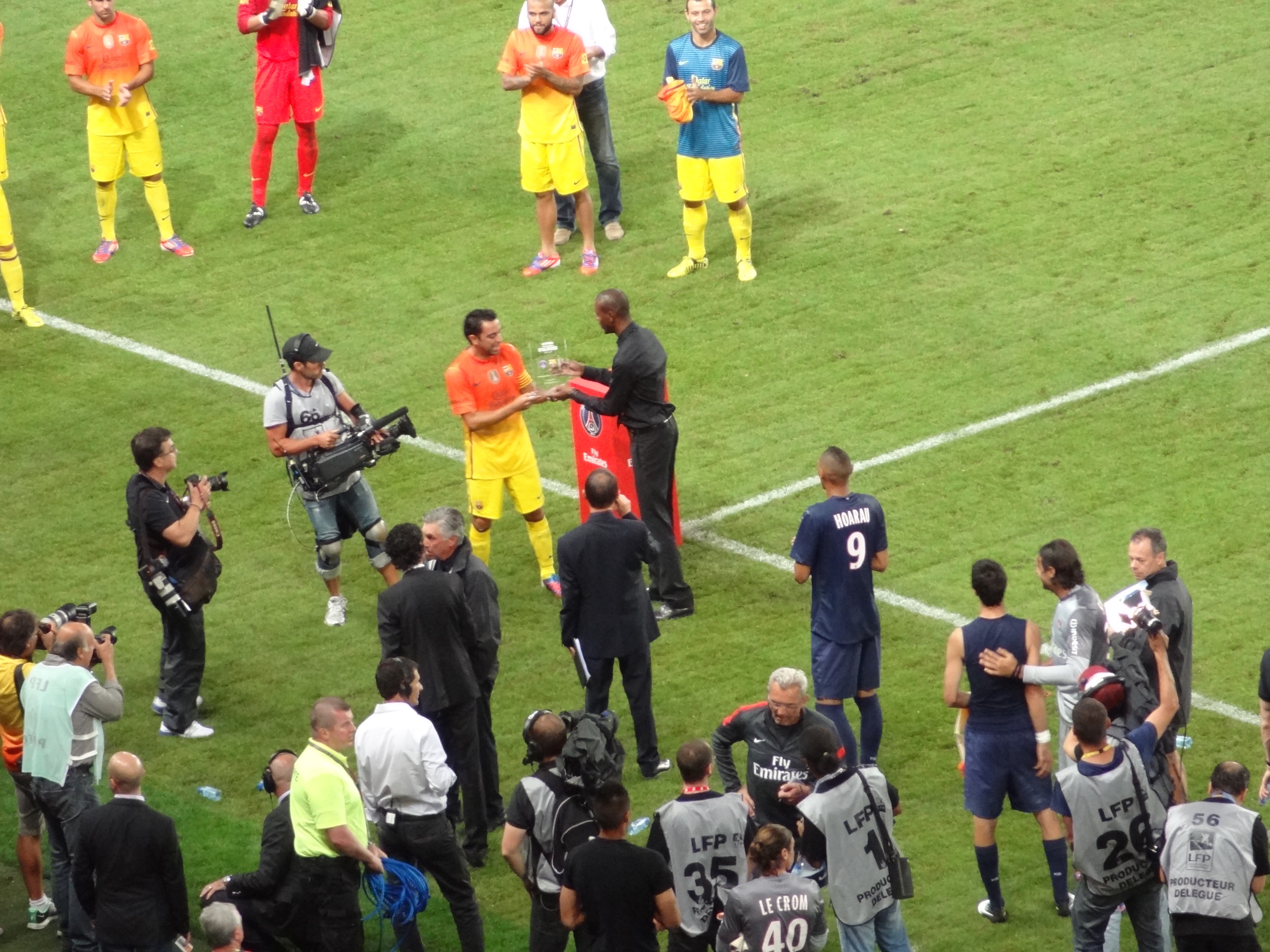
Éric Abidal remettant le trophée du vainqueur à Xavi, lors du tournoi 2012.

De 1957 à 1966, c'est le RC Paris qui fut l'organisateur de ce tournoi. Le Paris FC prit le relais en 1973, puis le Paris Saint-Germain de 1975 à 1993. Le tournoi est abandonné par la nouvelle direction du PSG (Canal+) car il était en déficit financier.
Ce tournoi se tint en fin de saison de 1957 à 1976, puis fut disputé une semaine avant le début de la saison française de 1977 à 1993.
En décembre 2009, Robin Leproux, président du Paris Saint-Germain, affirme vouloir voir renaître le tournoi en juillet 2010. En mai 2010, le tournoi est confirmé pour le mois de juillet. Le Paris Saint-Germain accueille l'AS Rome, le FC Porto ainsi que les Girondins de Bordeaux.
En mars 2011, le tournoi est de nouveau supprimé.
Le 4 août 2012 a lieu le Trophée de Paris, qui remplace le Tournoi de Paris. Il s'agit d'une seule rencontre de prestige au Parc des Princes. Le Paris Saint-Germain accueille pour l'occasion le FC Barcelone. Le club catalan remporte le trophée aux tirs au but.

## Palmarès

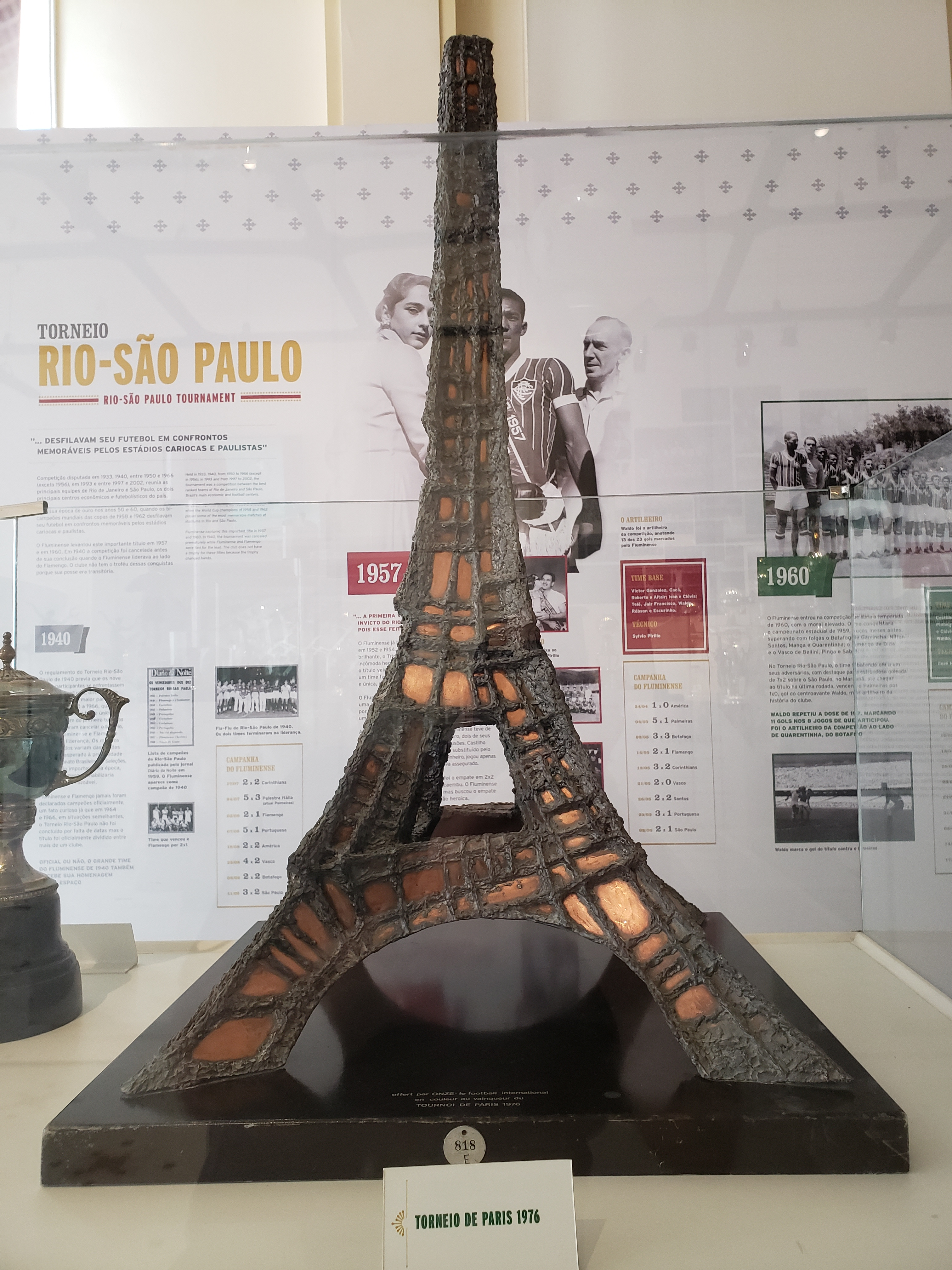
Torneio de Paris 1976.

| Année                   | Vainqueur                | Score             | Finaliste/Deuxième       | Troisième                  | Quatrième                  |
| ----------------------- | ------------------------ | ----------------- | ------------------------ | -------------------------- | -------------------------- |
| 1957                    | CR Vasco da Gama         | 4-3               | Real Madrid              | RC Paris                   | Rot-Weiss Essen            |
| 1958                    | RC Paris                 | 2-1               | Bolton Wanderers         | CR Flamengo                | Újpest FC                  |
| 1959                    | RC Paris                 | 6-0               | Fortuna Düsseldorf       | CR Vasco da Gama           | Milan AC                   |
| 1960                    | Santos FC                | 4-1               | RC Paris                 | CSKA Sofia                 | Stade de Reims             |
| 1961                    | Santos FC                | 6-3               | Benfica                  | RSC Anderlecht             | RC Paris                   |
| 1962                    | Étoile rouge de Belgrade | 2-0               | Rapid Vienne             | RC Paris                   | Santos FC                  |
| 1963                    | Botafogo FR              | 3-2               | RC Paris                 | RSC Anderlecht             | Újpest FC                  |
| 1964                    | RSC Anderlecht           | 5-2               | Borussia Dortmund        | Stade de Reims             | Santos FC                  |
| 1965                    | Sparta Prague            | 4-2               | Stade rennais            | RSC Anderlecht             | RC Paris                   |
| 1966                    | RSC Anderlecht           | 3-1               | RC Paris-Sedan           | Sparta Prague              | CR Vasco da Gama           |
| 1967-1972 : non disputé |                          |                   |                          |                            |                            |
| 1973                    | Feyenoord Rotterdam      | 1-1 (5-4 t.a.b)   | Bayern Munich            | Paris FC                   | Olympique de Marseille     |
| 1974 : non disputé      |                          |                   |                          |                            |                            |
| 1975                    | Valence CF               | 1-0               | Paris SG                 | Fluminense FC              | Sporting Portugal          |
| 1976                    | Fluminense FC            | 3-1               | Sélection européenne     | Équipe olympique du Brésil | Paris SG                   |
| 1977                    | RSC Anderlecht           | 4-1               | Ferencváros              | Paris SG                   | CR Vasco da Gama           |
| 1978                    | Équipe des Pays-Bas      | 7-1               | FC Bruges                | Paris SG                   | Équipe d'Iran              |
| 1979                    | Benfica                  | 4-0               | Étoile rouge de Belgrade | Paris SG                   | Équipe olympique du Brésil |
| 1980                    | Paris SG                 | 4-4 (5-4 t.a.b)   | Standard de Liège        | Benfica                    | Ajax Amsterdam             |
| 1981                    | Paris SG                 | 3-1               | Eintracht Francfort      | CR Vasco da Gama           | AS Saint-Étienne           |
| 1982                    | Atlético Mineiro         | 1-0               | Dinamo Zagreb            | Paris SG                   | FC Cologne                 |
| 1983                    | Équipe de Roumanie       | 1-0               | Paris SG                 | Botafogo FR                | Maccabi Netanya            |
| 1984                    | Paris SG                 | 2-1               | Hajduk Split             | Servette FC                | Botafogo FR                |
| 1985                    | SV Waregem               | 4-3               | Paris SG                 | FC Cologne                 | AS Saint-Étienne           |
| 1986                    | Paris SG                 | 5-1               | Sporting Portugal        | AS Saint-Étienne           | Steaua Bucarest            |
| 1987                    | Fluminense FC            | 1-0               | Girondins de Bordeaux    | Dinamo Zagreb              | Paris SG                   |
| 1988                    | Montpellier HSC          | 1-1 (3-1 t.a.b)   | Paris SG                 | Partizan Belgrade          | Servette FC                |
| 1989                    | Paris SG                 | 1-0               | Montpellier HSC          | CR Vasco da Gama           | FC Porto                   |
| 1990 : non disputé      |                          |                   |                          |                            |                            |
| 1991                    | Olympique de Marseille   | 1-0               | CR Flamengo              | Paris SG                   | Sporting Portugal          |
| 1992                    | Paris SG                 | 1-0               | AS Monaco                | Borussia Dortmund          | Liverpool FC               |
| 1993                    | Paris SG                 | 1-0               | AJ Auxerre               | Eintracht Francfort        | Fluminense FC              |
| 1994-2009 : non disputé |                          |                   |                          |                            |                            |
| 2010                    | Girondins de Bordeaux    | 1er au classement | Paris SG                 | AS Roma                    | FC Porto                   |
| 2011 : non disputé      |                          |                   |                          |                            |                            |
| 2012                    | FC Barcelone             | 2-2 (4-1 t.a.b)   | Paris SG                 | Néant                      | Néant                      |